# Пустовий Юрій Іванович
Пустовий Юрій Іванович — радянський і український кінооператор, сценарист.

## Життєпис
Народ. 9 травня 1960 р. в Душанбе. Закінчив Всесоюзний державний інститут кінематографії (1982). 
Працював на Одеській кіностудії та ін
Оператор фільмів: «Незнайка з нашого двору» (1983), «Малявкин і компанія» (1986), «Літо на пам'ять» (1987), «Шереметьєво-2» (1990), «Джокер» (1991, співавт. сценар.), «Дафніс і Хлоя» (1992, співавт. сценар.).
Був членом Спілки кінематографістів України (1994—1996). 
1996 р. емігрував.